# Pingarten (Bodenwöhr)
Pingarten ist ein Ortsteil der Gemeinde Bodenwöhr im Oberpfälzer Landkreis Schwandorf (Bayern).

## Geografie
Pingarten liegt im Osten von Bayern in der Oberpfalz im Naturpark Oberer Bayerischer Wald an der Staatsstraße 2398 von Neunburg vorm Wald nach Bodenwöhr.

## Geschichte
Pingarten kam um 1166 in den Besitz des Klosters Ensdorf. Heilwig, die Gattin Gebhards I. von Leuchtenberg, vermachte nach dem Tod ihres Sohnes Friedrich zu dessen Seelenheil ihr dortiges Gut dem Kloster. 1316 erhielt Heinrich der Dachshölrer den Maierhof bzw. die Vogtei über Naelestorf und Pingarten, wobei er von König Ludwig zu weiteren Diensten verpflichtet wurde. Am 20. Januar 1360 wurde Ruprecht der Dachhoeler Lehensbesitzer von Pingarten. Eine Urkunde aus dem Jahre 1366 belegt, dass den Hintersassen von Pingarten ein Nutzungsrecht an einem Waldstück eingeräumt wurde. In der Schlacht bei Hiltersried im Jahre 1433 fielen über 130 schlecht ausgestattete Soldaten, die dem etwa 1000 Mann starken oberpfälzischem Aufgebot angehörten. Aus Pingarten waren drei Soldaten dabei. Anfang des 15. Jahrhunderts war Örtlein Zenger zum Zangenstein mit dem Dorf Pissau und Pingarten belehnt. Hilpolt Steiner verlieh im Jahre 1454 die Vogtei über Pingarten an seinen Schwiegersohn Hans Bettendorfer zu Bettendorf. Um 1736 verfügte das Kloster Schwarzhofen über den Zehent von Pingarten.

## Kirchengeschichte
Das Kirchenvisitationsprotokoll aus den Jahren 1582/83 führt Pingarten neben anderen Orten unter der Pfarrei Penting auf. Nach der Säkularisation hatte der Kirchenrat zu Amberg die Oberhoheit der Pfarrei Schwarzhofen, zu der neben anderen auch Pingarten zählte.

## Steuerdistrikt
In einem Verzeichnis aus dem Jahre 1762 werden in Pingarten 21 Untertanen aufgeführt.
Zum Steuerdistrikt Taxöldern gehörten zu Beginn des 19. Jahrhunderts Pingarten, Taxöldern, Turesbach und Ziegelhütte.
Das Königreich Bayern wurde 1808 in 15 Kreise eingeteilt. Diese Kreise wurden nach französischem Vorbild nach Flüssen benannt (Naabkreis, Regenkreis, Unterdonaukreis usw.). Die Kreise gliederten sich in Landgerichtsbezirke. Der Landgerichtsbezirk Neunburg vorm Wald hatte 55 Steuerdistrikte, darunter Taxöldern mit Pingarten, Turesbach und Ziegelhütte.

## Gemeindebildung
Die Landgerichtsbezirke wiederum sollten in einzelne Gemeindegebiete eingeteilt werden. 1820/21 entstand die Gemeinde Taxöldern mit 26 Familien, Pingarten mit 12 Familien und der Weiler Turesbach mit 3 Familien. In der Folgezeit gehörten zur Gemeinde Taxöldern die Orte Höcherhof, Kipfenberg, Pingarten, Turesbach und Ziegelhütte. Am 1. Juli 1972 erfolgte die Auflösung der Gemeinde Taxöldern und deren Eingliederung nach Bodenwöhr.

## Natur
Südlich von Pingarten befindet sich der Ehemalige Steinbruch im Pingartener Porphyr. Der aufgelassene Steinbruch gehört zu den 100 schönsten Geotopen in Bayern.

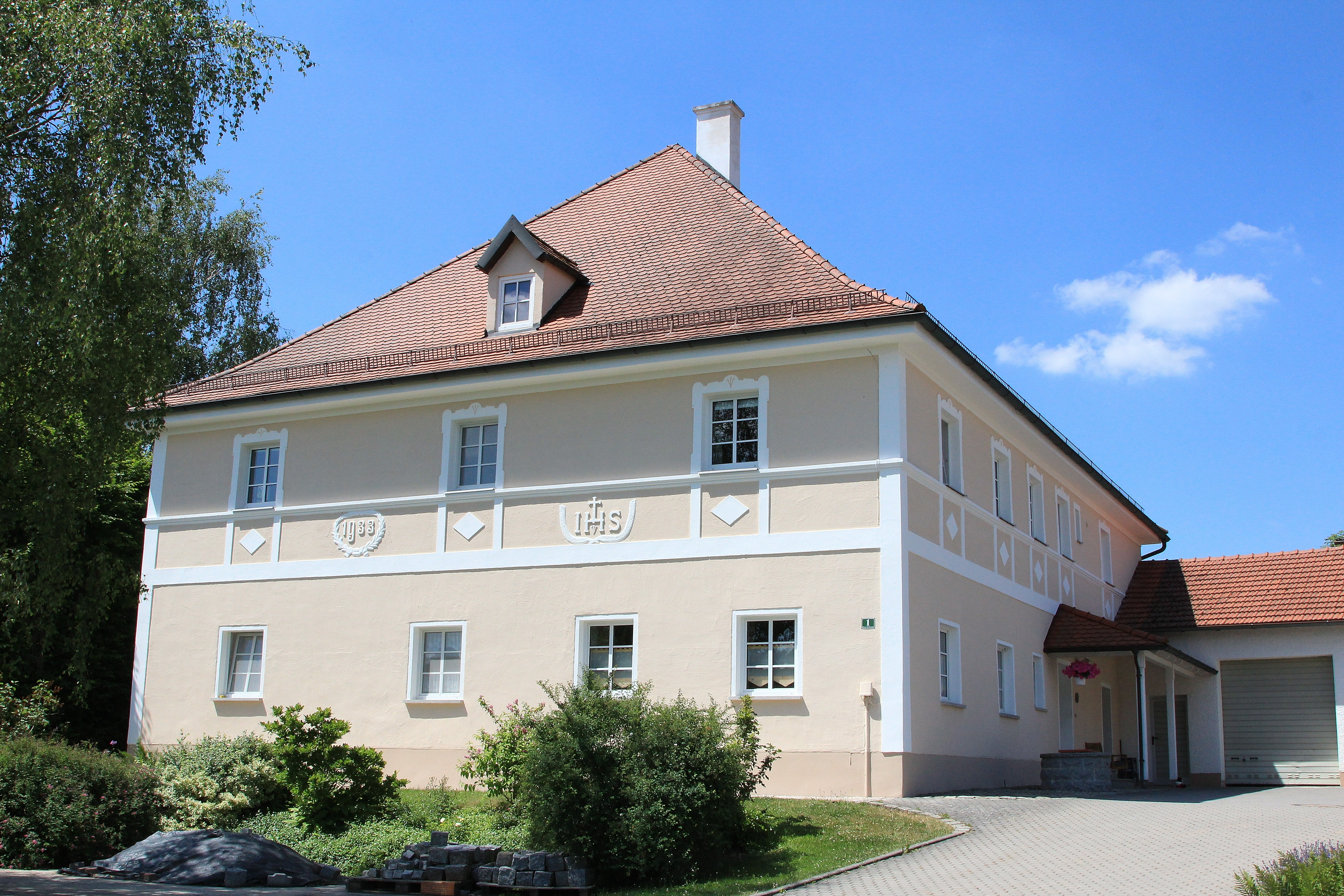
Pingarten (2017)
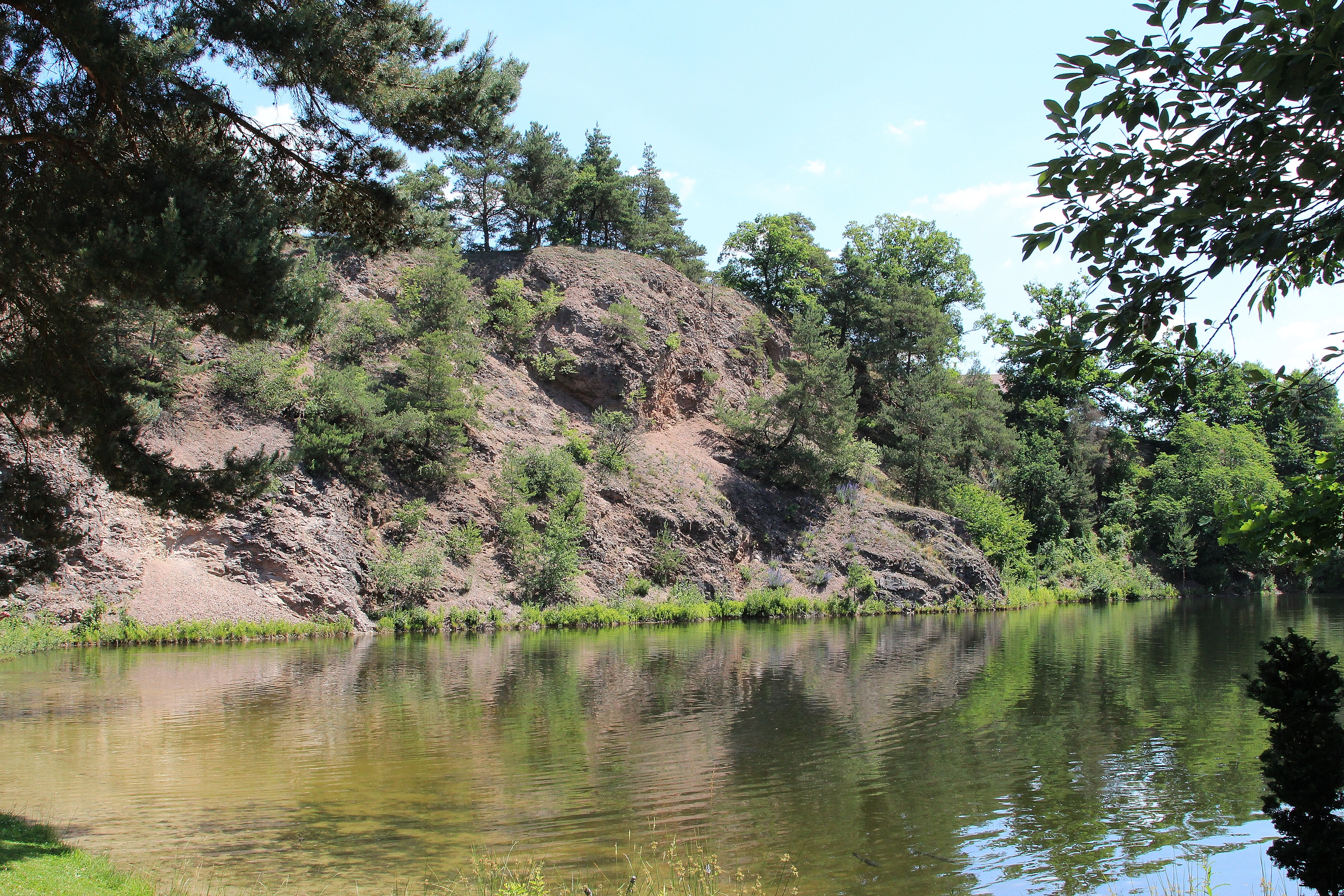
Geotop (2017)
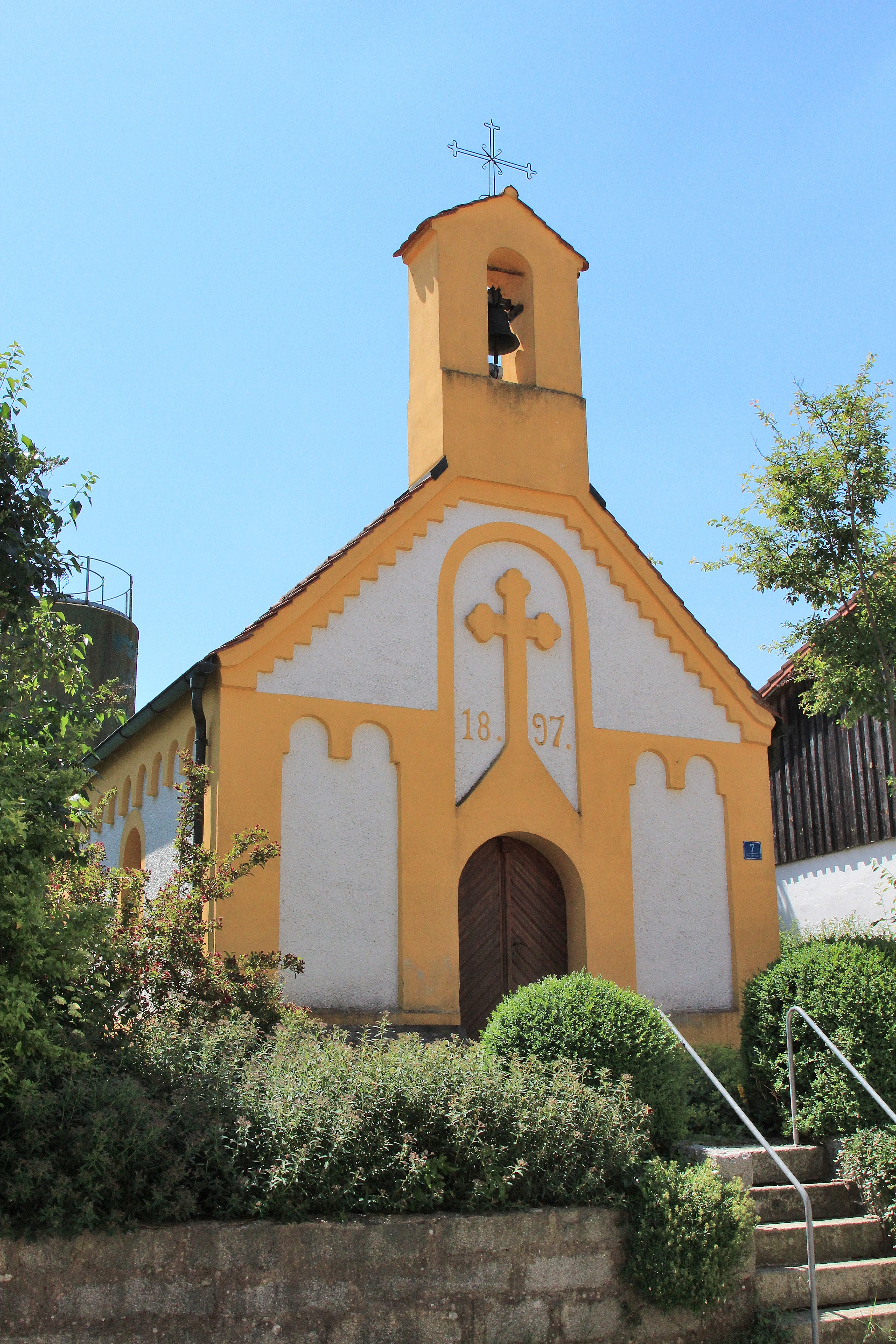
Dorfkapelle (2017)
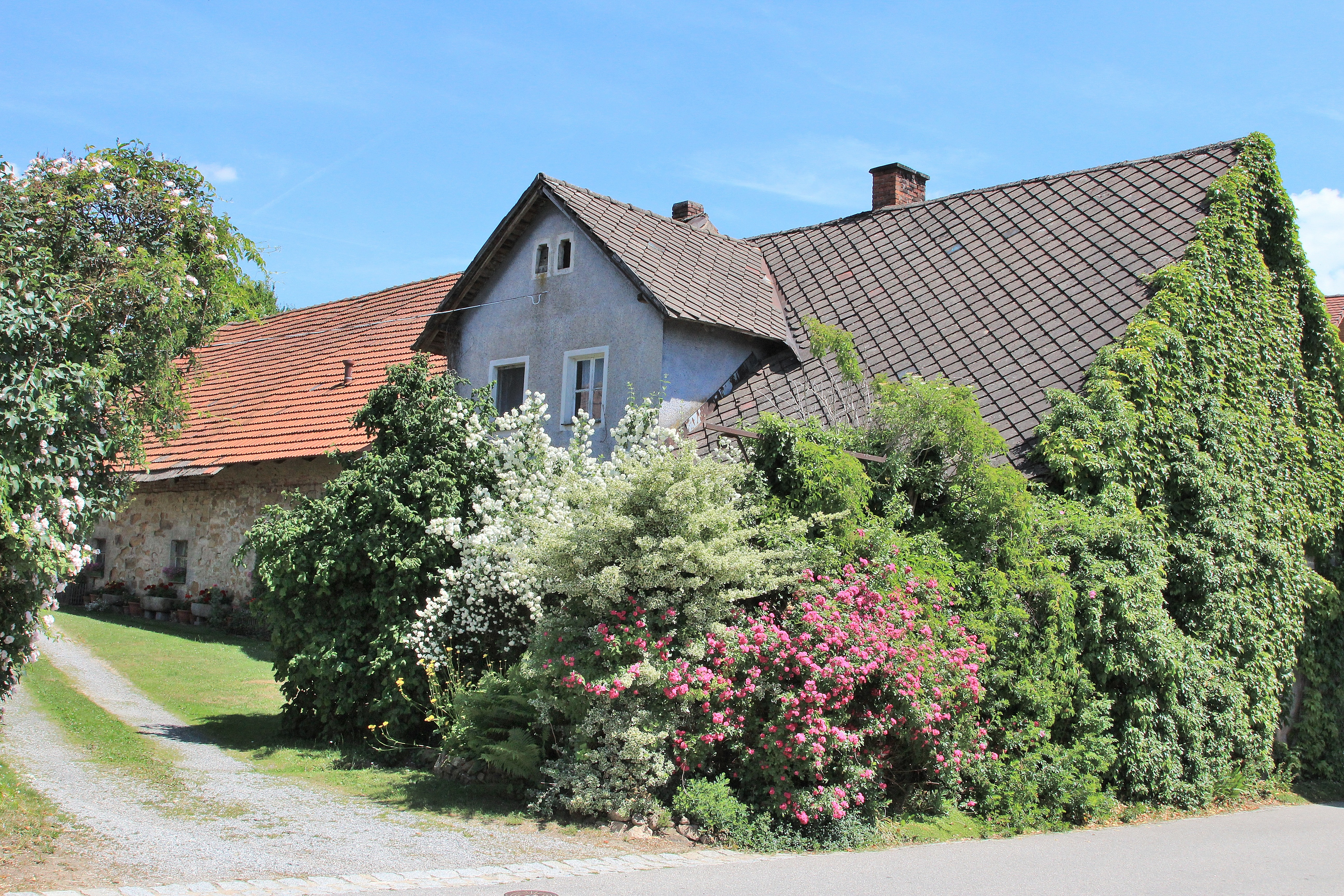
Pingarten (2017)